# Roland Steidl
Roland Steidl (* 1956) ist ein österreichischer Philosoph, Erwachsenenbildner und Autor. Er lebt in Alberndorf in der Riedmark.

## Leben und Wirken
Steidl studierte Philosophie. Er betätigt sich als geistlicher Begleiter, Trainer für Körpersprache und Kommunikation und kann auf jahrzehntelanges Engagement im ökosozialen Bereich verweisen. Er ist Vater zweier Töchter und arbeitet seit 1991 im Diakoniewerk Gallneukirchen im Bereich Aus- und Fortbildung und war einige Zeit Dozent an einer oberösterreichischen Fachhochschule. Für die Religionsredaktion beim ORF gestaltete er 2003 und 2004 Beiträge für die Sendung Einfach zum Nachdenken. Beim Freien Radio Freistadt gestaltet er seit mehreren Jahren Sendereihen wie 30 Minuten Philosophie (2009 bis 2016 gemeinsam mit Josef Schicho) und Im Blickpunkt: Soziales und Bildung (seit 2017). 

## Werke als Autor
- Mit Gerhard Gäbler: Soziale Strategien für morgen, Plädoyer für die Menschenwürde, Salzburg, 2016, ISBN 9783701312368
- Wandlung im Raum der Göttin: Liebe – Kreativität – Weisheit, Linz, 2011, ISBN 9783990250501
- Die Weisheit des Hirten, Ein Menschenbild für das Dritte Jahrtausend, Freistadt, 2008, ISBN 9783901479427
- Endlich – Ewig: Vom Umgang mit Tod und Transzendenz, Gallneukirchen, 2008, ISBN 9783902349026

## Werke als Gestalter von Radiosendungen
- Freies Radio Freistadt: Sendereihe Im Blickpunkt: Soziales und Bildung (2016 bis 2019). Zum Zeitpunkt der Abfrage waren 43 einstündige Sendungen zum Nachhören abgespeichert. Cultural broadcasting archive abgefragt am 21. Juni 2019
- Radio Freies Freistadt: Sendereihe 30 Minuten Philosophie (2009 bis 2016, gemeinsam mit Josef Schicho). Zum Zeitpunkt der Abfrage waren 147 halbstündige Sendungen zum Nachhören abgespeichert. Cultural broadcasting archive abgefragt am 21. Juni 2019
- ORF Religion: Einfach zum Nachdenken, 15 Sendungen, 2003 und 2004
- ORF Religion: Gedanken für den Tag, 12 Sendungen, 2005